# Brent McMahon
Pour les articles homonymes, voir MacMahon.
Brent McMahon né le 17 septembre 1980 à Kelowna, en Colombie-Britannique au Canada est un triathlète professionnel, multiple vainqueur sur triathlon Ironman.

## Biographie
Brent McMahon participe aux Jeux olympiques d'été de 2004 à Athènes et aux  de Jeux de Londres en 2012, en tant que  membre de l'équipe du Canada de triathlon.
En 2014 il remporte l'Ironman de Tempe en Arizona et établit un nouveau record de l'épreuve en 7 h 55.

## Palmarès
Le tableau présente les résultats les plus significatifs (podium) obtenus sur le circuit international de triathlon depuis 2005.
| Année | Compétition                                        | Pays       | Position           | Temps           |
| ----- | -------------------------------------------------- | ---------- | ------------------ | --------------- |
| 2022  | Ironman Wisconsin                                  | États-Unis | Médaille d'or      | 8 h 36 min 2 s  |
| 2019  | Ironman 70.3 Monterrey                             | Mexique    | Médaille d'or      | 3 h 43 min 19 s |
| 2018  | Ironman Canada                                     | Canada     | Médaille d'or      | 8 h 31 min 33 s |
| 2017  | Ironman Lake Placid                                | États-Unis | Médaille d'or      | 8 h 13 min 53 s |
| 2016  | Ironman Brésil                                     | Brésil     | Médaille d'or      | 7 h 46 min 10 s |
| 2015  | Ironman Brésil                                     | Brésil     | Médaille de bronze | 7 h 56 min 55 s |
| 2015  | Ironman 70.3 St. Georges                           | États-Unis | Médaille d'argent  | 3 h 53 min 22 s |
| 2014  | Ironman Arizona                                    | États-Unis |                    | 7 h 55 min 38 s |
| 2014  | Ironman 70.3 Hawaii                                | États-Unis |                    | Timing          |
| 2014  | Ironman 70.3 Boise                                 | États-Unis |                    | Timing          |
| 2014  | Ironman 70.3 Augusta                               | États-Unis |                    | Timing          |
| 2013  | Ironman 70.3 Mont-Tremblant                        | Canada     |                    | Timing          |
| 2013  | Ironman 70.3 Boise                                 | États-Unis |                    | Timing          |
| 2011  | Coupe du monde - l'étape de Tiszaújváros           | Hongrie    |                    | 1 h 48 min 16 s |
| 2009  | Championnats du monde de triathlon en relais mixte | États-Unis |                    | 1 h 21 min 31 s |
| 2009  | Ironman 70.3 Nouvelle-Orléans                      | États-Unis |                    | Timing          |
| 2008  | Coupe panaméricaine - l'étape de Kelowna           | Canada     |                    | 1 h 54 min 44 s |
| 2008  | Xterra - Championnat du monde - Maui               | États-Unis |                    | Timing          |
| 2008  | Championnat du Canada                              | Canada     | Médaille d'or      | Timing          |
| 2007  | Jeux panaméricain                                  | Brésil     |                    | 1 h 52 min 38 s |
| 2005  | Xterra - Championnat du monde - Maui               | États-Unis |                    | Timing          |